# 금융공학
금융공학(金融工學) 또는 계산 재무론(計算財務論)은 수학적 분석 도구를 이용하여 금융시장을 분석하는 학문이다. 여기서 금융시장이란 주식, 채권, 원자재 등의 현물 시장과 선물 및 파생상품 시장 등을 의미한다. 금융공학의 용도는 크게 두가지로, 은행이나 보험사 등의 금융기관에서 금융상품을 개발하는 목적, 그리고 금융시장에서 수학적인 분석 방법으로 수익을 내기 위한 투자 목적으로 분류된다.

## 역사
금융공학의 효시는 1970년대에 블랙과 숄즈가 작성한, 옵션의 가치를 계산하는 블랙숄즈 방정식이다. 관련 논문 발표 후 몇 달 만에 세계 주요 금융시장에서는 이 방정식을 이용한 옵션의 가치평가가 이루어지기 시작했다.
금융공학이라는 개념이 실생활에 널리 퍼진것은 1990년대인데, 우선 냉전의 종식으로 미합중국에서 우주개발에 대한 투자가 줄어들었고 이에 따라 많은 물리학자들이 금융계로 진출하면서 금융공학이 확산되었다. 또한 노벨상 수상자가 주축이 되어 만든 LTCM(Long Term Capital Management)에서 실시한 무위험차익거래(arbitrage)가 금융공학 기법을 이용해 거래한 대표적인 초기 헤지펀드이다. LTCM은 실패했지만 그 후 제임스 해리스 사이먼스 등의 수학자 등이 수학적 분석 방법에 기반한 알고리즘 트레이딩으로 높은 성과를 올리며 금융공학의 가능성이 재평가 받기에 이른다.

## 금융공학의 학문적 배경
금융공학은 경영학(재무), 통계학, 산업공학, 응용수학 등이 어우러진 융합학문이다. 금융공학에는 파생상품 설계, 위험 관리 등과 같이 많은 분야가 있으며, 보험수학도 한갈래로 여겨진다.
금융공학의 효시로 불리는 블랙-숄즈 방정식은 이토 미적분 또는 확률 미적분을 이용하여 옵션의 가격을 계산한 것이다. 무위험차익거래가 불가능하다는 공리를 세우고, 주식의 현물과 선물(또는 옵션) 가격 그리고 무위험 채권(일반적으로 국채 또는 런던은행간채권 (LIBOR) 가격의 관계식을 세우고 방정식을 유도하였다. 이는 물리학의 열 방정식과 같은데 이는 확률론적인 방법으로 수치적인 해를 구할 수 있다.

## 비판
금융공학을 이용한 다양한 금융상품은 현물시장과 괴리되어 거품을 키우기 때문에 금융위기의 주범이라는 비판이 많다. 레버리지를 이용한 금융 시장의 현물 가격으로부터의 괴리는 언젠가 현물 시장의 가치로 돌아가게 되기 때문에 그 충격이 공황의 원인이 된다는 사실은 칼 마르크스도 자본론에서 지적한 바 있다.
알고리즘 트레이딩 역시, 많은 펀드들이 널리 알려진 방식의 동일한 차익거래 알고리즘을 이용하면서 수익성이 떨어져 갔고, 모두가 비슷한 알고리즘을 사용하는 탓에 현물 시장이 약간 하락하는 것만으로 다량의 매도가 동시에 나와 파생시장의 폭락으로 이어지는 일이 빈번하다. 제임스 사이먼스의 헤지펀드인 르네상스 테크놀로지가 고수익을 올리는 이유, 그리고 그가 금융 쪽의 경험이 전무한 수학자 또는 순수 과학자를 고용하는 이유는 다른 펀드에 만연하지 않은 다른 알고리즘을 사용하기 때문으로 알려져 있다.

## 같이 보기
- 투자
- 재무제표
- 알고리즘 트레이딩

## 참고 문헌
- 금융계 핵심 인력 양성하는 ‘금융공학과’, 사이언스타임즈, 2014.09.18
- 고수익이 필요해…다시 판치는 '금융공학' 신용파생상품 거래 급증하고 신규 구조화 딜 이어져, 더벨, 2014-08-18
- Das Kapital, Volume I, Karl Marx, 1867